# Kutu (territoire)
Pour l’article homonyme, voir Kutu (Micronésie).
Le territoire de Kutu est une entité administrative déconcentrée de la province de Mai-Ndombe en république démocratique du Congo.

## Collectivités
Le territoire de Kutu est divisé en cinq secteurs :
- Kemba comprenant les groupements de Dwele et Mbantin
- Mfimi comprenant les groupements de Mabie, Mba-Ushie, Lenvina nord et Lenvina sud
- Luabu comprenant les groupements de Mbelo et Babaai
- Badia comprenant le groupement de Badia
- Bateke comprenant le groupement de Batere

Le territoire de Kutu est constitué de cinq communes, deux chefferies et trois secteurs : Baboma-Nord.
| Subdivision | Statut    | Chef-lieu | Notes         |
| ----------- | --------- | --------- | ------------- |
| Kutu        | Commune   | Kutu      |               |
| Bokoro      | Commune   |           |               |
| Nioki       | Commune   |           |               |
| Semendwa    | Commune   |           |               |
| Tolo        | Commune   |           |               |
| Badia       | Chefferie |           | 1 groupement  |
| Batere      | Chefferie |           | 1 groupement  |
| Kemba       | Secteur   |           | 2 groupements |
| Lwabu       | Secteur   |           | 2 groupements |
| Mfimi       | Secteur   |           | 4 groupements |